# Коношаново
Коношаново — село в Жигаловском районе Иркутской области России. Административный центр Коношановского муниципального образования.

## География
Находится примерно в 66 км к северу от районного центра.

## Население
| 2002 | 2010 | 2011 | 2012 |
| ---- | ---- | ---- | ---- |
| 125  | ↘60  | →60  | ↘55  |

По данным Всероссийской переписи, в 2010 году в селе проживало 60 человек (32 мужчины и 28 женщин).